# シュテフェン・ツバー
シュテフェン・ツバー（Steven Zuber、1991年8月1日 - ）は、スイス・チューリッヒ州ヴィンタートゥール出身のサッカー選手。FCチューリッヒ所属。スイス代表。ポジションはMF。

## 経歴

### グラスホッパー
ツバーは、2008年7月12日に行われたインタートトカップ2次ラウンド、KSベサとのセカンドレグで83分に交代出場し、グラスホッパーでトップチームデビューを果たした。そのすぐ後の2008年8月3日、スイス・スーパーリーグのFCファドゥーツ戦でリーグ戦に初出場した。

### CSKAモスクワ
2013年7月5日、ツバーはロシアプレミアリーグ王者のCSKAモスクワと5年契約を交わした。

### ホッフェンハイム
2014年8月14日、ドイツ・ブンデスリーガの1899ホッフェンハイムへ2018年6月までの4年契約で完全移籍。

### シュトゥットガルト
2019年1月9日、VfBシュトゥットガルトへ2018-19シーズン終了まで期限付き移籍をした。

### フランクフルト
2020年8月4日、ミヤト・ガチノビッチとの交換トレードによりアイントラハト・フランクフルトへ完全移籍。2023年までの契約を結んだ。

### AEKアテネ
2021年8月30日、AEKアテネに買取オプション付きのローン移籍で加入したことが発表された。

### 代表
スイス五輪代表として、2012年ロンドンオリンピックに出場した。
2017年3月25日のワールドカップ予選ラトビア戦でA代表デビュー。同年10月7日のワールドカップ予選ハンガリー戦で代表初得点を含む2ゴールを挙げた。

## 代表歴

### 出場大会
- スイス代表
  - 2018 FIFAワールドカップ
  - UEFA EURO 2024

### 試合数
- 国際Aマッチ 56試合 11得点（2017年-）[8]

| スイス代表 | 国際Aマッチ | 国際Aマッチ |
| 年         | 出場        | 得点        |
| ---------- | ----------- | ----------- |
| 2017       | 8           | 2           |
| 2018       | 13          | 3           |
| 2019       | 4           | 1           |
| 2020       | 7           | 0           |
| 2021       | 14          | 4           |
| 2022       | 5           | 0           |
| 2023       | 1           | 0           |
| 2024       | 4           | 1           |
| 通算       | 56          | 11          |

## タイトル

### クラブ
グラスホッパー
- スイス・カップ: 2012-13

CSKAモスクワ
- ロシアサッカー・プレミアリーグ: 2013-14
- ロシア・スーパーカップ: 2013, 2014

AEKアテネ
- ギリシャ・スーパーリーグ: 2022-23
- キペロ・エラーダス: 2022-23

### 個人
- スイス・カップ得点王: 2010-11